# Charles de Bouville
Pour les articles homonymes, voir Bouville.
Charles de Bouville (° après 1297 † 8 août 1385), était un chevalier de la famille de Bouville et l'un des conseillers du roi Charles V, dont il fut également chambellan.
La famille de Bouville est éteinte et elle n'est pas à confondre avec des familles homonymes encore subsistantes.

## Biographie
Charles de Bouville est nommé Gouverneur du Dauphiné par le roi Charles le Sage peu après juin 1371 pour un salaire de 2.000 florins par an. Son travail principal est d'affirmer la primauté du royaume de France dans sa province et auprès de ses voisins, le Comté de Savoie et le Comtat Venaissin des papes d'Avignon, dépendant tous deux du Saint-Empire romain germanique.
Dans cette optique, il intervient en 1374 dans les relations tendues entre la Savoie et le Marquisat de Saluces en soutenant le marquis Frédéric. En échange de cette protection, celui-ci rend l'hommage au Dauphin le 11 avril 1375, rendant inopérantes les visées de la Savoie pour quelques années.

### Le gouverneur et l'inquisition contre les Vaudois
Réprimés à Lyon à la fin du XIIe siècle, les Vaudois se sont réfugiés dans les vallées des deux versants des Alpes où ils sont restés généralement discrets. Malgré tout, les persécutions vont recommencer au début du XIVe siècle, notamment à partir de 1348, avec la mise en place d'un tribunal de l'Inquisition en Avignon.
Grégoire XI se plaint auprès de Bouville, le 7 mai 1375, de son peu d'empressement à aider l'Inquisition contre les Vaudois. Une seconde plainte sera plus menaçante et le pape prie le 17 juin 1375 les archevêques de construire des prisons pour les hérétiques et de subvenir aux finances du tribunal de l'inquisition d'Avignon. Un mois après, le pape annonce à l'inquisiteur Borrel de quelles sommes il dispose pour officier contre les hérétiques.
Les procédés de Borrel en tant qu'inquisiteur ne laissent pas la population indifférente : une plainte est déposée contre lui pour "abus de pouvoir, exactions et extorsions". Le 13 août 1376, une enquête est diligentée par Pierre d'Estaing, évêque d'Ostie, mais reste sans résultat.
Entretemps, Bouville doit aider l'Inquisition. Il désigne en 1377 Antoine Ruchier, châtelain de La Valpute, pour assister Borrel dans l'Embrunais où la répression va durer jusqu'en 1396, avec exécutions capitales, bûchers et noyades. Le 26 octobre 1384, c'est vers Valcluson que Bouville demande à son bailli de Briançon, Arthaud d'Arces, d'envoyer Antoine Ruchier contre les Vaudois : l'expédition se soldera par quelques exécutions capitales.

### Le lieutenant du Dauphin au vicariat d'Arles
À Noël 1377, à l'occasion d'un pèlerinage en France à Saint-Denis, L'empereur Charles IV rencontre à Paris le 4 janvier 1378 son neveu Charles le Sage et concède à son petit-neveu le Dauphin son autorité sur des terres dauphinoises et une partie de la Provence, à titre viager. Le dauphin Charles confie le 23 janvier la lieutenance de ce vicariat du royaume d'Arles à son gouverneur du Dauphiné, Bouville.
Ce nouveau pouvoir permet à Bouville de se mêler des affaires du comte de Valentinois et Diois, Louis de Poitiers. Le comte, désireux d'établir sa suprématie sur la coseigneurie de Montélimar, s'est emparé fin 1377 des fortifications d'Hugues Adhémar de La Garde dans cette ville. Hugues, avec le renfort de son cousin Giraud Adhémar de Grignan, fait appel à Bouville et le 14 décembre 1377, à l'occasion des États du Dauphiné à Grenoble, Bouville signifie le placement de ces deux Adhémar, coseigneurs de Montélimar, sous la sauvegarde delphinale. Fin janvier 1378, une fois nommé lieutenant du vicaire d'Arles, Bouville fait placer sur les châteaux de La Garde et Grignan les armes de l'Empire et du Dauphiné.
En réaction, le comte Louis fait saisir plusieurs possession d'Hugues Adhémar en Valdaine. Bouville convoque le comte à Grenoble et envoie à Montélimar un commissaire, Hugues des Aures et un sergent d'armes, Jean d'Acher : ils seront accueillis le 19 avril 1378 par des insultes. Le comte de Valentinois arrive à Grenoble le 19 mai en protestant contre cet empiètement du Dauphiné sur ses affaires provençales mais finira par rendre à Bouville son hommage dû au Dauphin pour ses terres en territoire delphinal.
Le gouverneur va alors accentuer progressivement ses pressions sur le comte, à tel point que Louis de Poitiers finira en 1391 par proposer au roi de France de lui céder ses comtés à sa mort contre une forte somme et l'assurance de ne plus voir le gouverneur Bouville empiéter sur ses prérogatives.
En tant que lieutenant du vicaire impérial, Bouville fait son entrée à Vienne à Noël 1378 et, malgré une plainte des Viennois auprès du roi, y installe Enguerrand d'Eudin pour tenir la ville. Cette prise de position militaire met Bouville en conflit direct avec l'archevêque de Vienne, jusque-là détenteur de l'autorité impériale. Malgré une ferme opposition des Viennois, Bouville et Enguerrand d'Eudin parviennent à maintenir l'ordre et prennent possession au nom du Dauphin, vicaire de l'empereur, du château de Pipet qui domine la ville.

### BretonsetAnglais, retour des Routiers
Les conflits autour de la Reine Jeanne en Provence et entre factions rivales en Italie, en Savoie et en Languedoc, entre 1368 et 1374, laissent de nombreuses troupes démobilisées dans la vallée du Rhône. En 1374, Charles de Bouville tente de se débarrasser de ces Bretons en proposant au pape de les employer à la reconquête des domaines pontificaux en Italie. Les Bretons, sous les ordres d’Olivier du Guesclin, frère du connétable, consentent à partir mais choisissent une route par Saint-Nazaire-en-Royans puis le Diois par la montagne. Arrivés devant Die le 18 septembre 1374, ils demandent des vivres et essuient un refus du chevalier Odet de Villars. La ville, garnie d'épaisses murailles romaines, est défendue par Villars secondé de Guillaume de Lers et du seigneur de Bressin. Les Bretons entament un semblant de siège et ravagent les faubourgs durant 16 jours puis acceptent finalement de lever le camp contre 3.000 florins. Les Routiers prennent ensuite par Châtillon en direction du Trièves, dans le diocèse de Die (Drôme) où ils vont séjourner de septembre 1374 à mi juin 1375, incendiant notamment la ville de Mens.
Si Bouville ne peut empêcher le passage des Bretons, il n'en reste pas inactif pour autant et organise la défense du territoire à partir des villes fortifiées. Entre 1374 et 1376, il confie Grenoble à Geoffroy de Clermont, seigneur de Clermont, le Viennois à Hugues de Commiers aidé par le bailli de Vienne Artaud, seigneur de Chandieu, Romans au damoiseau Guillonet de Loras, La Mure à Antoine de la Tour, seigneur de Vinay et le Briançonnais à son bailli Renaud Alleman. Il s'entend également avec la Savoie pour faire signer le 4 mars 1376 par le comte Vert un traité d'extradition de criminels afin d'empêcher les routiers de se mettre à l'abri en passant la frontière. Bouville organise également la défense des marches orientales du Dauphiné en faisant améliorer ou construire des fortifications.
Une nouvelle levée d'impôts destinés à débarrasser la province des compagnies de routiers en 1378 est mal reçue par les populations dauphinoises. Les pays se plaignent, notamment l'Oisans qui délègue quelques députés porter ses plaintes auprès du roi. Bouville profite de leur passage par Grenoble pour les faire arrêter. Immédiatement, l'évêque de Grenoble, Rodolphe de Chissé, décide de se servir de cet épisode pour saper l'autorité de ce gouverneur trop autoritaire à son goût et prend parti contre lui, sans soulever l'enthousiasme de la population. De son côté, le gouverneur rend visite au nouveau pape en Avignon avant de rejoindre Paris, et de là l'Allemagne. Il laisse avant son départ à son lieutenant Jean Paviot la charge d'assurer la sécurité de Romans. À son retour, il lui faudra s'occuper de régler d'épineuses questions grenobloises.
Une nouvelle compagnie de Routiers, désignée Bretons ou Anglais, descend à nouveau la vallée du Rhône en direction de la Provence en 1381. Après un siège rapide, ils enlèvent le château de Soyons et s'y installent pour lancer des raids sur la région. Une nouvelle levée d'impôts permet à Bouville de financer une forme d'ost à partir des nobles du territoire afin de sécuriser la rive gauche du Rhône, frontière du Dauphiné. Cette "force de dissuasion" lui permet, avec l'aide du maréchal de Clisson, de leur faire quitter la forteresse. Les Anglais rejoignent l'Italie en passant par le Gapençais.

### L'ambassade de Francfort
- États reconnaissant le pape de Rome
- États reconnaissant le pape d'Avignon
- États ayant changé d'obédience durant le schisme

Carte historique du grand schisme d’Occident.
États reconnaissant le pape de Rome
États reconnaissant le pape d'Avignon
États ayant changé d'obédience durant le schismeNote : cette carte contient des inexactitudes historiques, concernant notamment les frontières du royaume de France entre Dauphiné et Savoie.

Cette ambassade prend place dans le contexte des débuts du Grand Schisme d'Occident, lorsque la succession de Grégoire XI donna lieu fin 1378 à une scission entre Rome (qui a élu Urbain VI en avril) et Avignon (élection à Fondi de Clément VII en septembre). L'Europe est alors partagée en deux obédiences distinctes autour de la France qui soutient Clément VII et de l'Angleterre qui soutient Urbain VI. Profitant de la succession de l'empereur germanique, le roi de France décide d'envoyer une ambassade en Allemagne, à la Diète de Francfort, avec plusieurs missions.
Composée d'Aimery de Maignac (évêque de Paris), Jean de Bournazel et Charles de Bouville, en tant que lieutenant du vicaire impérial, l'ambassade prend la route courant janvier 1379. Elle a pour missions :
- de négocier le mariage de Catherine (1378-1388), fille de Charles le Sage, avec Robert Pipan, fils de Robert de Bavière et d'établir par ce biais une alliance contre l'Angleterre avec le duc de Juliers et ses fils. Ce traité, rédigé le 20 février 1379 à Francfort, sera signé le 23 mars suivant à Aix-la-Chapelle.
- de gagner l'empereur germanique et les Grands électeurs à la cause du pape Clément. De ce point de vue, l'accueil réservé aux Français par la majorité est glacial et Venceslas démontre son soutien à Urbain VI par une lettre du 27 février 1379.
Cette ambassade se solde par un demi-succès et ses membres rentrent en France avant début avril 1379.

### Pressions sur l'évêque de Grenoble
Comme à Vienne, la prise de fonction de Bouville sans formes ni concessions heurte les sensibilités des habitants de Grenoble et de leur évêque, Rodolphe de Chissé, d'autant que celui-ci vient de passer près de dix ans à établir ses prérogatives face à un chapitre cathédral habitué à une certaine autonomie
et qu'il a obtenu en août 1361 la confirmation de ses droits seigneuriaux temporels sur Grenoble par l'empereur. En outre, Bouville arrive dans un contexte tendu entre l'évêque et le Conseil delphinal au sujet du partage d'une rente entre ces deux juridictions. Enfin, ce climat tendu entre évêque et Conseil s'est encore accentué lors de la résolution début 1371, par ce dernier, d'un conflit entre le baron de Sassenage et le Chapitre sur la possession du château de Bouquéron.
Lors du séjour des Bretons dans le diocèse de Die (1374-1375), les nobles de Grenoble se rassemblent pour prévenir une attaque et la ville se tient informée des ravages en Trièves. Pour renforcer les fortifications grenobloises, Bouville fait appliquer fermement les impôts décidés dans ce but et les Grenoblois commencent la muraille devant englober à terme le couvent des Dominicains. Le gouverneur demande également une aide volontaire des Grenoblois pour financer les campagnes royales contre l'Angleterre : les nobles y souscrivent le 12 septembre 1377, suivis le surlendemain par les consuls. La même année commencent les travaux d'endiguement du Drac dont le tracé va provoquer un conflit de clochers qui remonte à la cour : le 7 août 1378, Bouville est chargé de superviser la reprise des travaux.
Les levées d'impôts successives destinées à financer la résistance aux compagnies de Bretons (voire à acheter leur départ) sont très mal vécues. De même, l'implication grandissante du gouverneur dans les affaires internes de Grenoble irrite l'évêque : la tension monte d'un cran quand le châtelain de Grenoble, Domengin de Loupy, obtient du pape que le clergé grenoblois participe au financement des murailles de la ville. Mais le prélat atteint son point d'ébullition lorsqu'en tant que lieutenant du vicaire d'Arles, Bouville demande l'hommage de Chissé début 1378. La même année, après avoir lancé des travaux d'amélioration du palais delphinal, Bouville part en visite en Avignon à l'occasion de l'installation du pape Clément, puis rejoint l'ambassade de Francfort. En son absence vont se déclencher à Grenoble plusieurs exactions contre les clercs de l'évêque.
Il semble que la querelle prenne naissance à partir de problèmes de juridiction répétés entre l'officialité de l'évêque et le chancelier du gouverneur, Robert Cordelier. L'un de ces conflits dégénère et le châtelain Domengin de Loupy fait emprisonner les clercs réfractaires de l'officialité dans un château des environs puis, voulant libérer un détenu de l'official, pénètre armes au poing dans le palais épiscopal avec ses gens et le met à sac. Il s'ensuit une véritable émeute, que le châtelain réprime en arrêtant, de préférence, les soutiens de l'évêque. La violence entre les deux partis se poursuit dans les jours qui suivent et Chissé se réfugie hors du Dauphiné, à Chambéry. Durant ces quelques jours, l'official échappe à deux tentatives d'assassinat et quitte Grenoble pour rejoindre son évêque en Savoie (il désignera Cordelier et Loupy comme commanditaires) ; le chanoine Étienne Chion, procureur fiscal de l'official, est attaqué dans la rue par un soudard "à la solde du gouverneur" et ne doit la vie qu'à l'intervention du maréchal du Dauphiné, Pierre de Saint-Geoire ; François Cypre, moine du prieuré de Saint-Laurent, est agressé par un garde du gouverneur qui lui coupe le poing.
Informé de ces faits, Rodolphe de Chissé rédige depuis Chambéry une plainte que le chanoine Jean Reymond va présenter au roi le 11 mars 1379 : le chancelier Cordelier et le châtelain de Grenoble y sont accusés, ainsi que Bouville, qui aurait spéculé sur le grain en 1374, détourné les impôts levés contre les Routiers, se serait enfui en Avignon au lieu de les combattre et aurait lié amitié avec eux ; l'arrestation des députés de l'Oisans est citée et Chissé ajoute que les gens de Bouville, sans valeur ni dignité, contreviennent au fonctionnement des tribunaux, obligeant plusieurs magistrats à la fuite. Bouville est accusé en outre d'avoir abusé de femmes mariées et rossé un mari récalcitrant, et d'être enfin l'auteur de la séquestration d'une jeune fille, sans laisser ses parents ou son avocat Pierre Gallin la visiter, le 13 février 1379, avant de la violer en compagnie.
Malgré l'extrême gravité des faits, la plainte n'aboutit pas et Bouville est confirmé à son poste de gouverneur par le conseil de régence de Charles VI. Entre-temps, il est rentré dans sa province au printemps 1379 et va désavouer puis châtier ses officiers les plus compromis. Il rappelle ensuite l'évêque Chissé qui consent à revenir dans sa ville épiscopale, mais acceptera bientôt son transfert en Tarentaise, en 1380. François de Conzié, son successeur, est camérier du pape Clément VII en Avignon et résidera rarement à Grenoble.
Cet éloignement permet à Bouville d'accentuer sa pression envers les pouvoirs temporels du siège épiscopal et de conclure enfin avec l'évêque un accord au sujet de la soulte de sa tenure d'Herbeys. Cet accord semble sceller l'entente entre évêque et gouverneur. Lorsque, ayant en 1381 fait murer pour raisons de sécurité la porte permettant au chanoines un accès direct à la campagne au travers de l'enceinte, Bouville se trouve en conflit avec le doyen du Chapitre, Hugues de Commiers, c'est Conzié qui va intervenir pour éteindre la querelle . Lorsque Bouville transmet en Avignon une demande pour supprimer une église ruinée en 1382 c'est Conzié qui lui donne satisfaction en dépêchant son vicaire général Étienne du Pont, prieur de Notre-Dame-de-Commiers et Pierre Cassard, prieur de La Mure. L'entente entre le gouverneur, lieutenant du vicaire d'Arles et la cour pontificale va également aider Bouville à influer en 1383 sur les événements qui opposent à nouveau les Gapençais et leur évêque, Jacques Artaud. Ses successeurs continueront cette action contre les pouvoirs temporels des évêques.

## Vie familiale
Charles est le cadet des fils issus du mariage en 1293 de Marie de Chambly et Hugues de Bouville, chambellan de Philippe le Bel et protecteur de Jean le Posthume. Son frère aîné, Guillaume Haguenier, est mort en captivité aux mains des Anglais en 1359 ; Jean, le suivant, renonce à son héritage et c'est à Charles qu'incombe la succession de son père.
Il épouse Isabeau du Mez († 1396) et mourra sans descendance à La Côte-Saint-André. Il sera inhumé dans une chapelle de l'église Saint-André de Grenoble, en accord avec les dispositions de son testament validé par le Conseil delphinal le 21 août 1385 en présence de son vieux compagnon le chevalier Jean Paviot. Il avait déjà, en 1380, donné la seigneurie de Saint-Vrain l'Escorcy à l'Église.
Malgré les rumeurs sur son enrichissement personnel, la tradition veut que « quand il mourut en Dauphiné on ne lui trouva que 800 francs qui furent dépensés en obsèques ».
À sa mort le Conseil delphinal ordonnera que son seau soit rompu (le 18 août) et assurera l'intérim pendant quelques mois, jusqu'à la nomination de son successeur Enguerrand d'Eudin.